# Lenin v Polsje
Lenin v Polsje (russisk: Ленин в Польше, (da.: Lenin i Polen)) er en sovjetisk-polsk spillefilm fra 1966 instrueret af Sergej Jutkevitj.

## Medvirkende
- Maksim Shtraukh - Vladimir Ilitj Lenin
- Anna Lisjanskaja - Nadezjda Krupskaja
- Antonina Pavlytjeva
- Ilona Kusmierska - Ulka
- Edmund Fetting - Honecki